# Дерен справжній

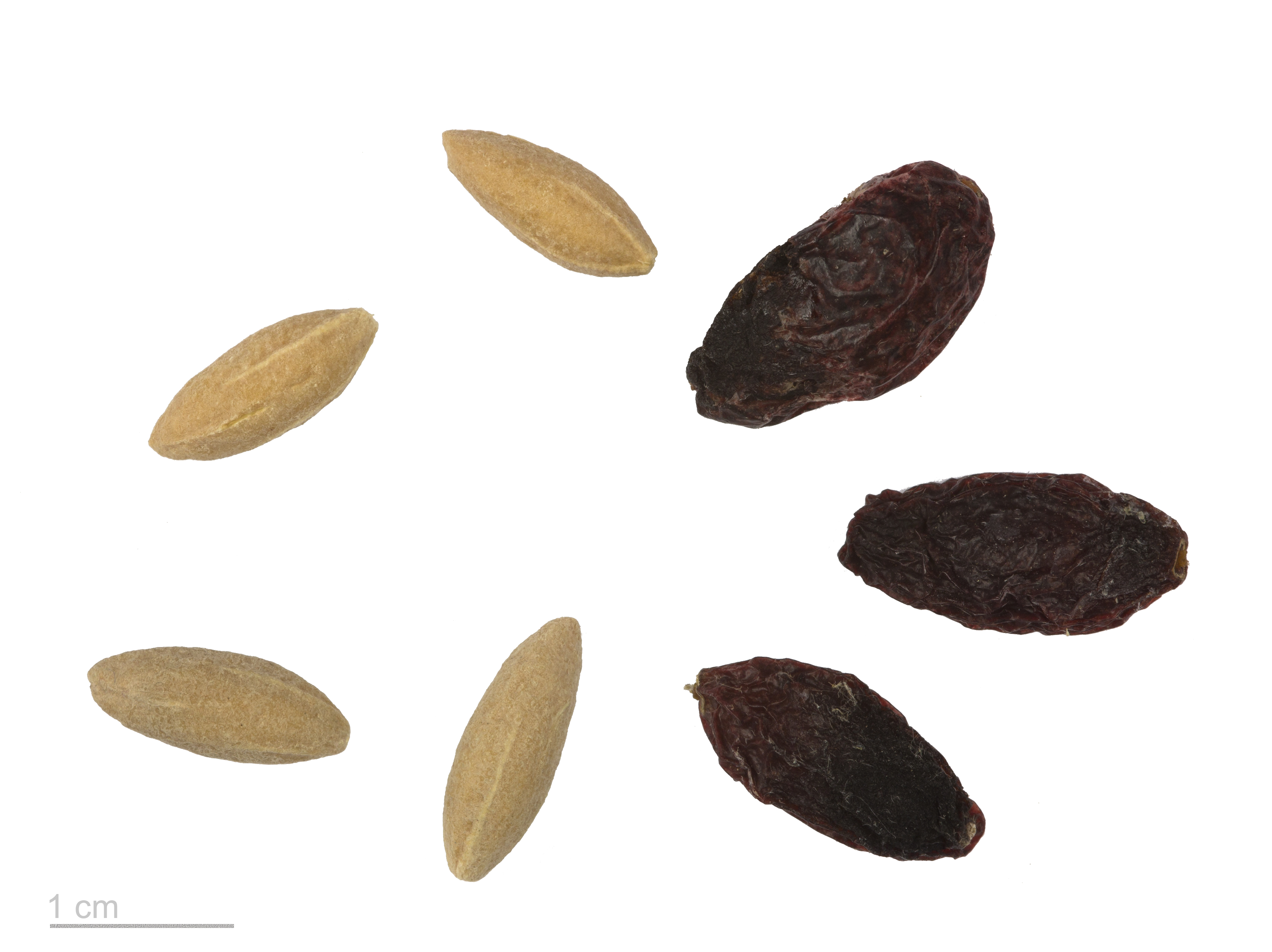
Cornus mas — Тулузький музей

Дере́н справжній або звичайний, також кизил справжній (Cornus mas L.) Місцеві назви — кизиль, роговик, дерен червоний, деренка, кизильчак, когутики, терник, шон .

## Морфологічна характеристика
Високий (2–5 м) кущ родини деренових або невелике деревце з круглою кроною. Молоді пагони зеленувато-сірі, а старі вкриті сірою тріщинуватою корою. Листки супротивні від яйцеподібних до ланцетних (6–10 см завдовжки), зелені, цілокраї, сидять на коротких черешках, вкритих, як і пластинка, притиснутими волосками. Квітки дрібні (до 10 мм у діаметрі), золотисто-жовті, зібрані в зонтикоподібні суцвіття. У кожному суцвітті 5–9 квіток, оточених спільною чотирилистою обгорткою. Квітка 4–5-членна, двостатева, тичинок 4–5, маточка одна, зав'язь нижня.
Плід темно-червона (жовта або рожева) соковита кістянка (12–30 мм завдовжки), овальна або грушоподібна. Кісточка тверда, веретеноподібна, майже гладенька.
Відрізняється зимостійкістю, невибагливістю до умов вирощування. Розмножують насінням, відсадками, зеленими живцями, очкуванням.

## Еколого-фізіологічна характеристика
Трапляється у підліску листяних і мішаних лісів. Теплолюбна, тіньовитривала рослина.
Зацвітає до розпускання листків у березні — квітні, плоди достигають у серпні — вересні.
Поширений у південно-західній частині Правобережжя, в Карпатах, Закарпатті, в Криму. Райони заготівель — Вінницька, Тернопільська, Хмельницька області, південні райони Кропивницької, Одеської, Черкаської областей. Часом утворює суцільні зарості.

## Практичне використання

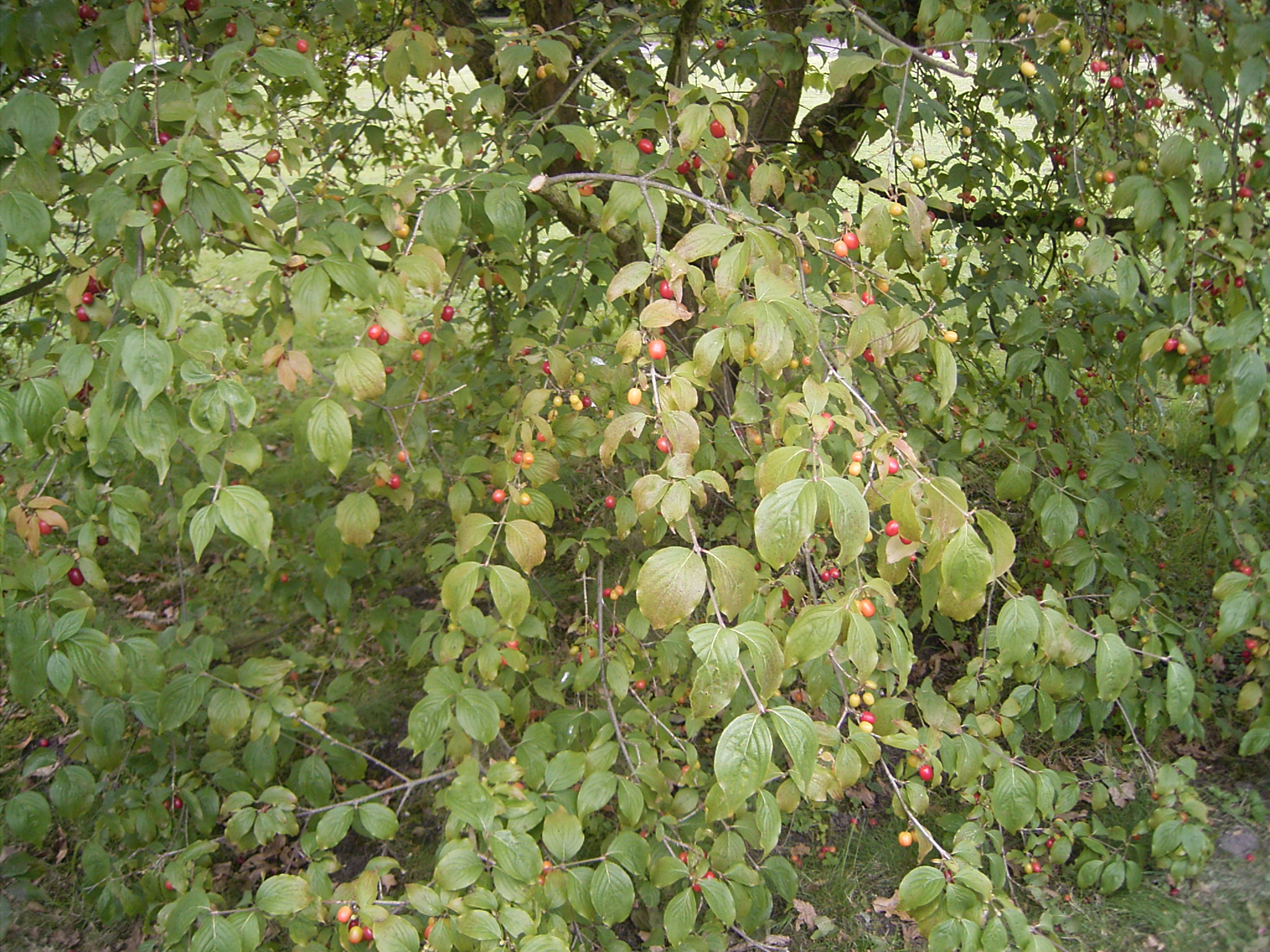
Гілка з плодами

Харчова, вітамінна, медоносна, лікарська, деревинна, танідодоносна, фарбувальна, декоративна рослина.
Плоди мають приємний кисло-солодкий смак. Плоди вживаються в їжу свіжими або йдуть на переробку. У різних галузях харчової промисловості плоди застосовують для приготування соків, сиропів, екстрактів, компотів, вин (які відзначаються своєрідним смаком і ароматом), наливок, настойок, варення, джемів, мармеладу, використовують як начинку для цукерок, зефіру, пастили. На Кавказі з дерену готують лаваш, який є добрим протицинготним і дієтичним засобом. Свіжі й висушені плоди використовують як приправу до м'ясних і рибних страв.
Високі смакові якості дерену зумовлені наявністю в ягодах цукрів (8-9 %), яблучної, лимонної та бурштинової кислот (2-2,5 %), дубильних і пектинових речовин, ефірних олій, вітаміну С (близько 55 мг%).
Кісточки дерену містять олію (до 34 %). Просмажені кісточки використовують як сурогат кави, а листки — як сурогат чаю.
Дерен звичайний — дуже добрий ранньовесняний медонос і пилконос. У сприятливу погоду бджоли активно збирають з нього нектар, пилок і клей протягом 8-12 днів.
У народній медицині дерен використовують для підвищення апетиту, як протигарячковий засіб, сухі плоди — при шлунково-кишкових і простудних захворюваннях. У гомеопатії застосовують есенцію з свіжої кори.
Деревина дерену тверда, дуже гарна, з світло-червоною заболонню і бурим ядром. Прекрасно полірується, високо ціниться як матеріал для столярних і токарних виробів (може замінити самшит).
Кора і листки дерену містять таніди (7-15 %), якими можна фарбувати шкіру в жовтий колір. Таніди дерену придатні для дублення товстих шкур.
Дерен добре витримує стрижку, має такі декоративні форми: пірамідальну, золотисту й сріблясто-плямисту. Рекомендується в озелененні для створення невеликих груп і живоплотів. Дерен — цінна ґрунтозахисна порода в прибалкових лісомеліоративних насадженнях, яка, швидко розмножуючись кореневими паростками, закріплює ґрунт.
Ботанічним садом АН УРСР були отримані цінні форми кизилу, перспективні для промислової культури (9-11, 9-15-1, 171, 422, 525 та ін).

## Збирання, переробка та зберігання
Збирають плоди у стадії повної стиглості, обережно складають у невеликі кошики (6-8 кг) і зразу ж відправляють на пункти переробки.
Для варення і тривалого транспортування рекомендують збирати плоди на початку стиглості. Зібрані плоди сортують, зберігають при температурі 0-1° до семи днів.

## Галерея

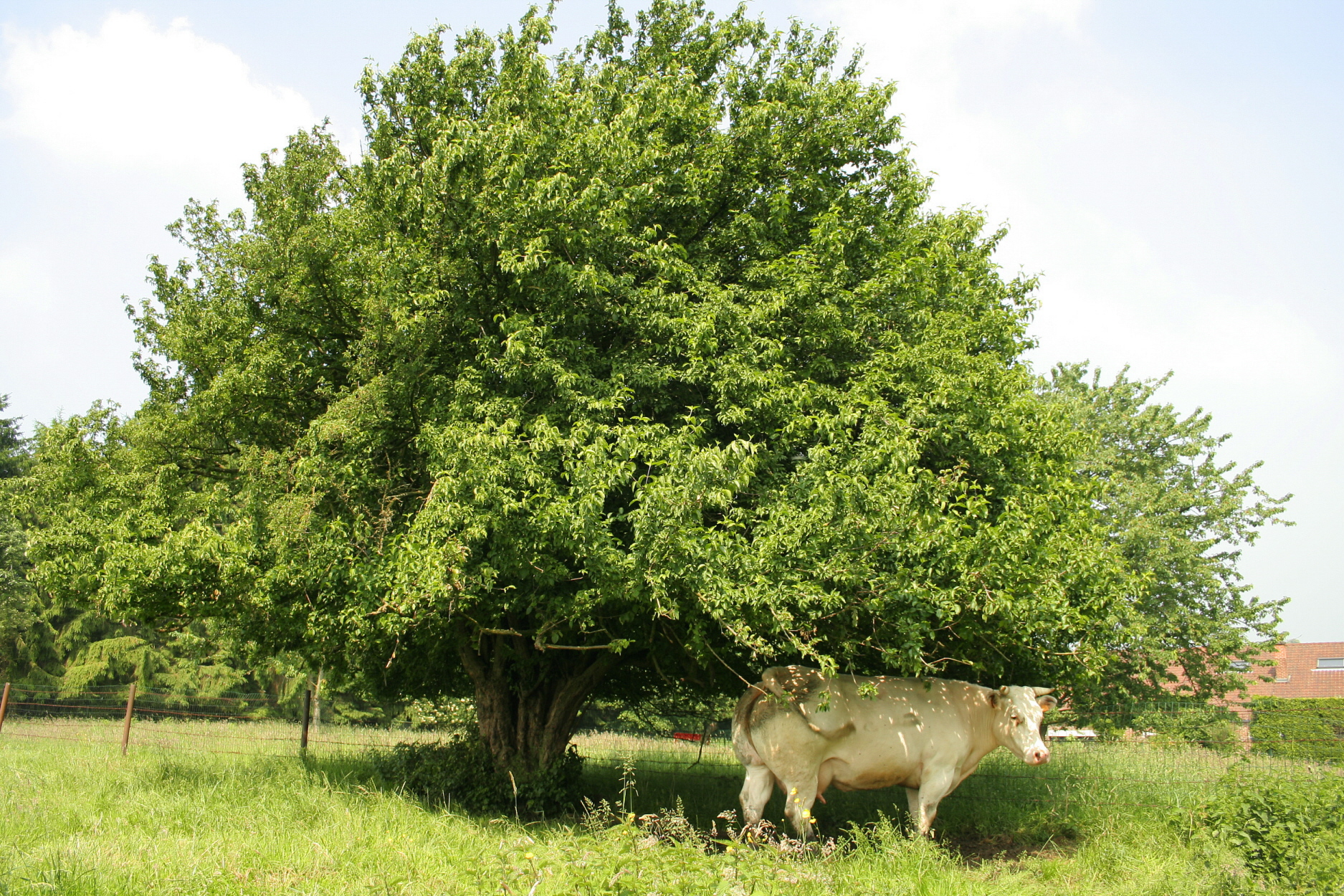
Старий екземпляр у Бельгії
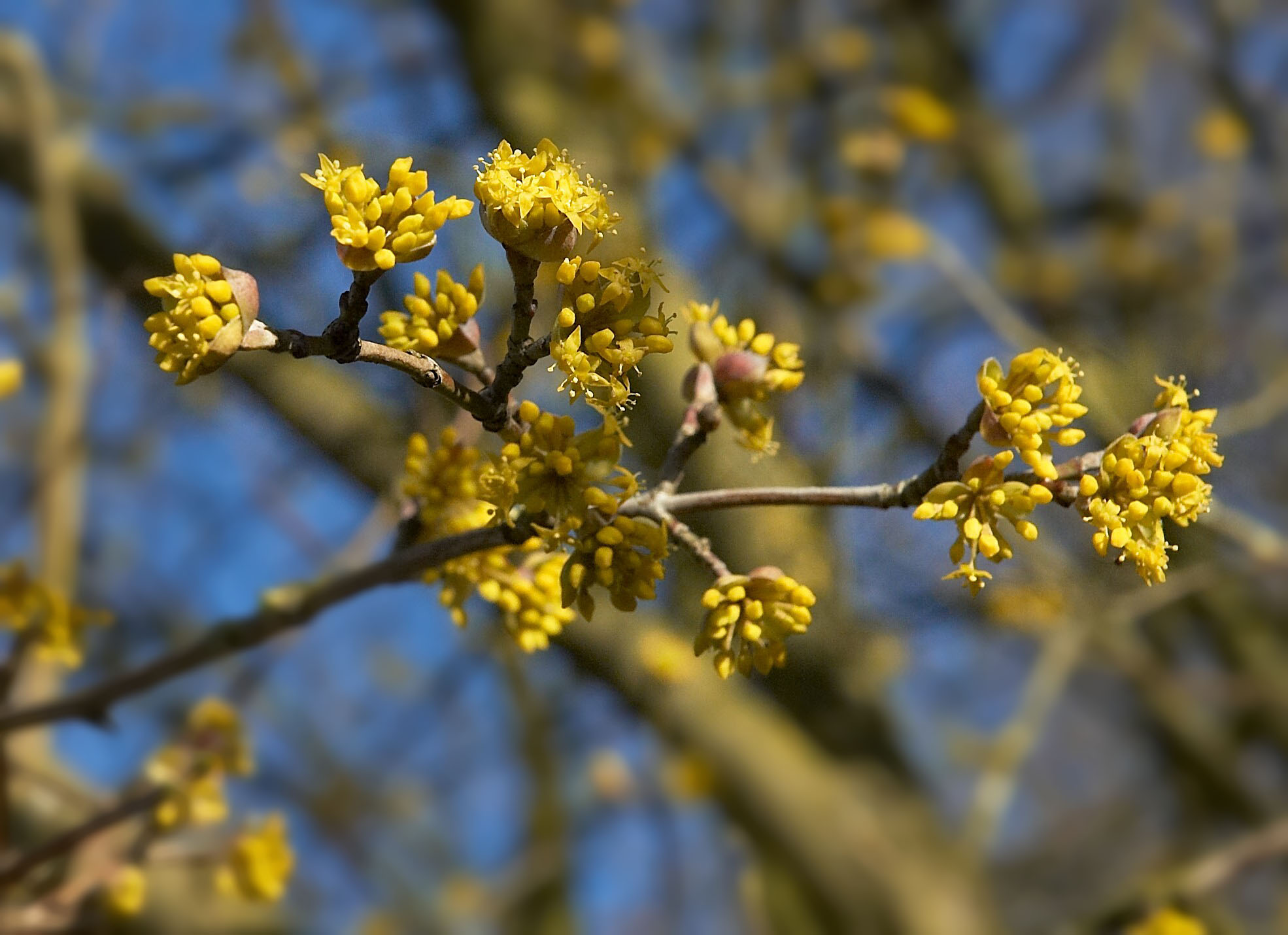
Цвітіння дерену
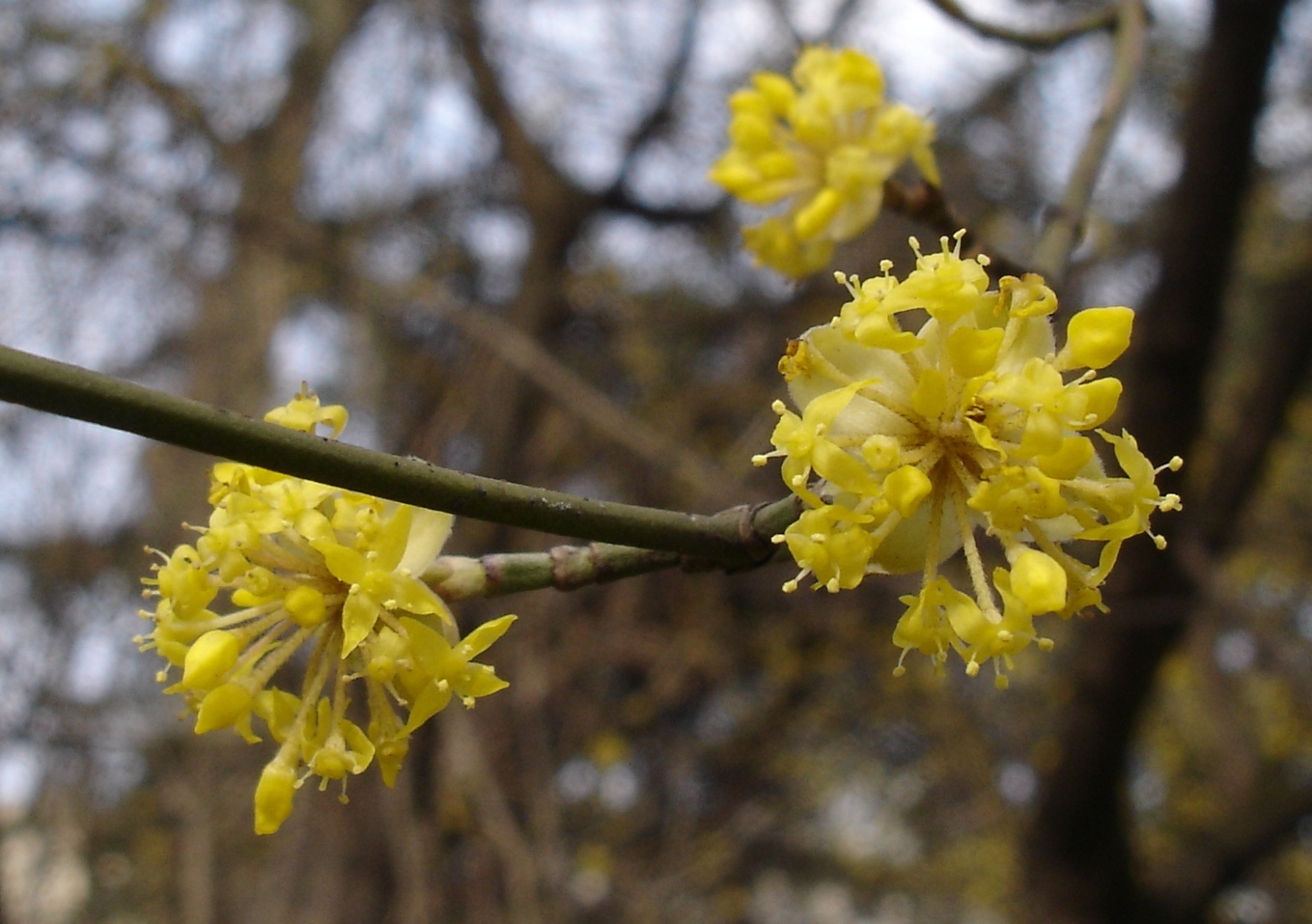
Цвітіння дерену
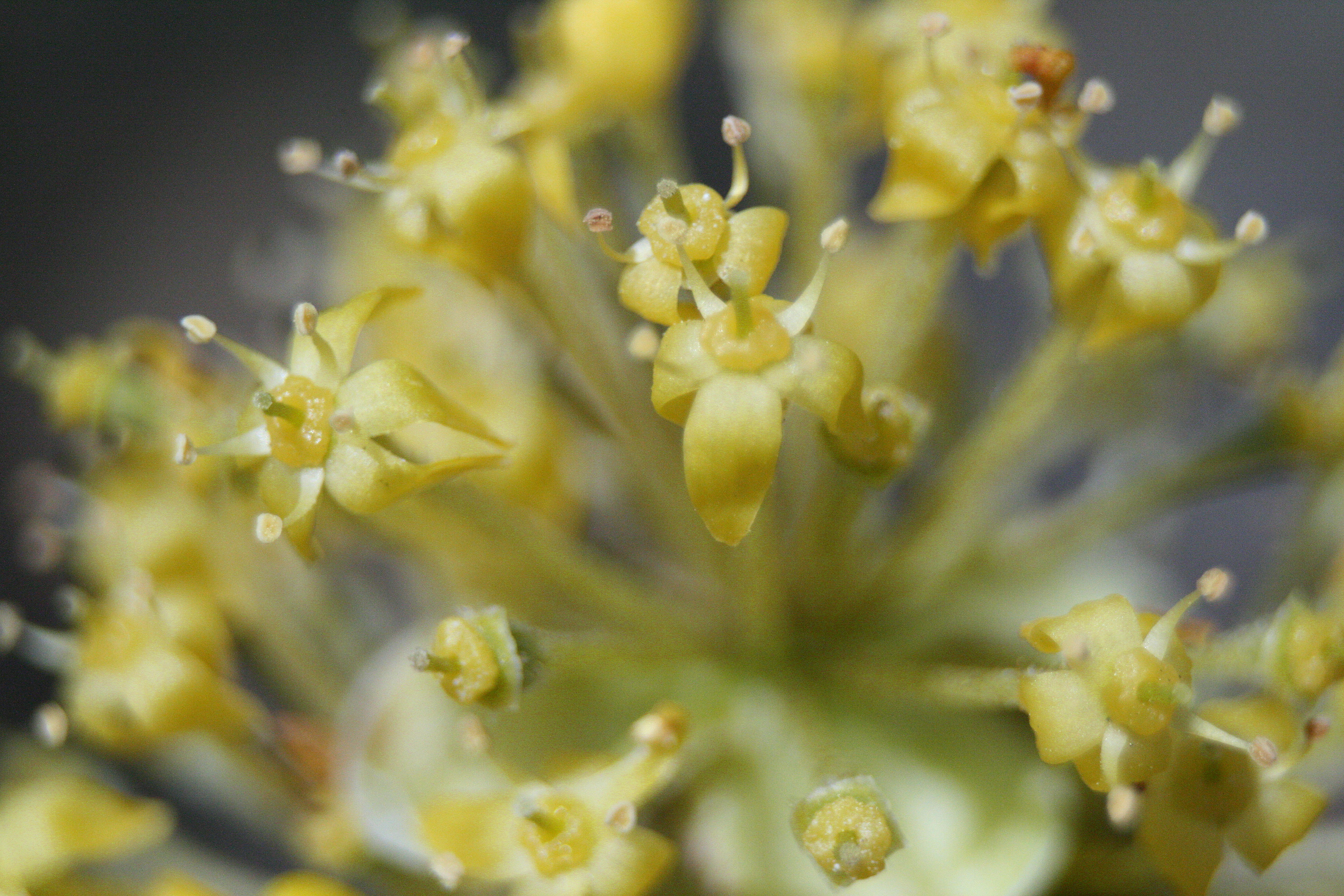
Макрозйомка суцвіття
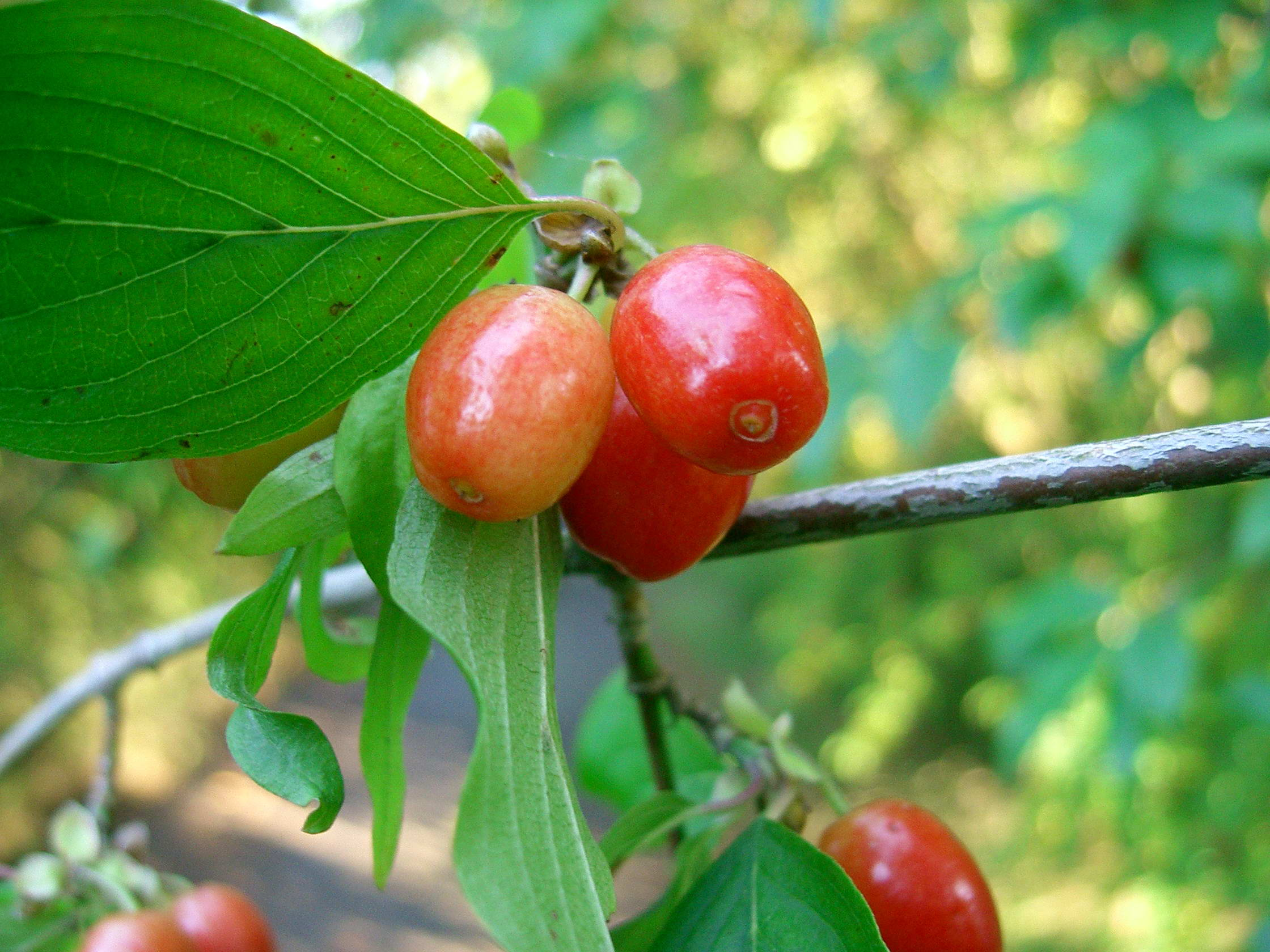
Плоди дерену
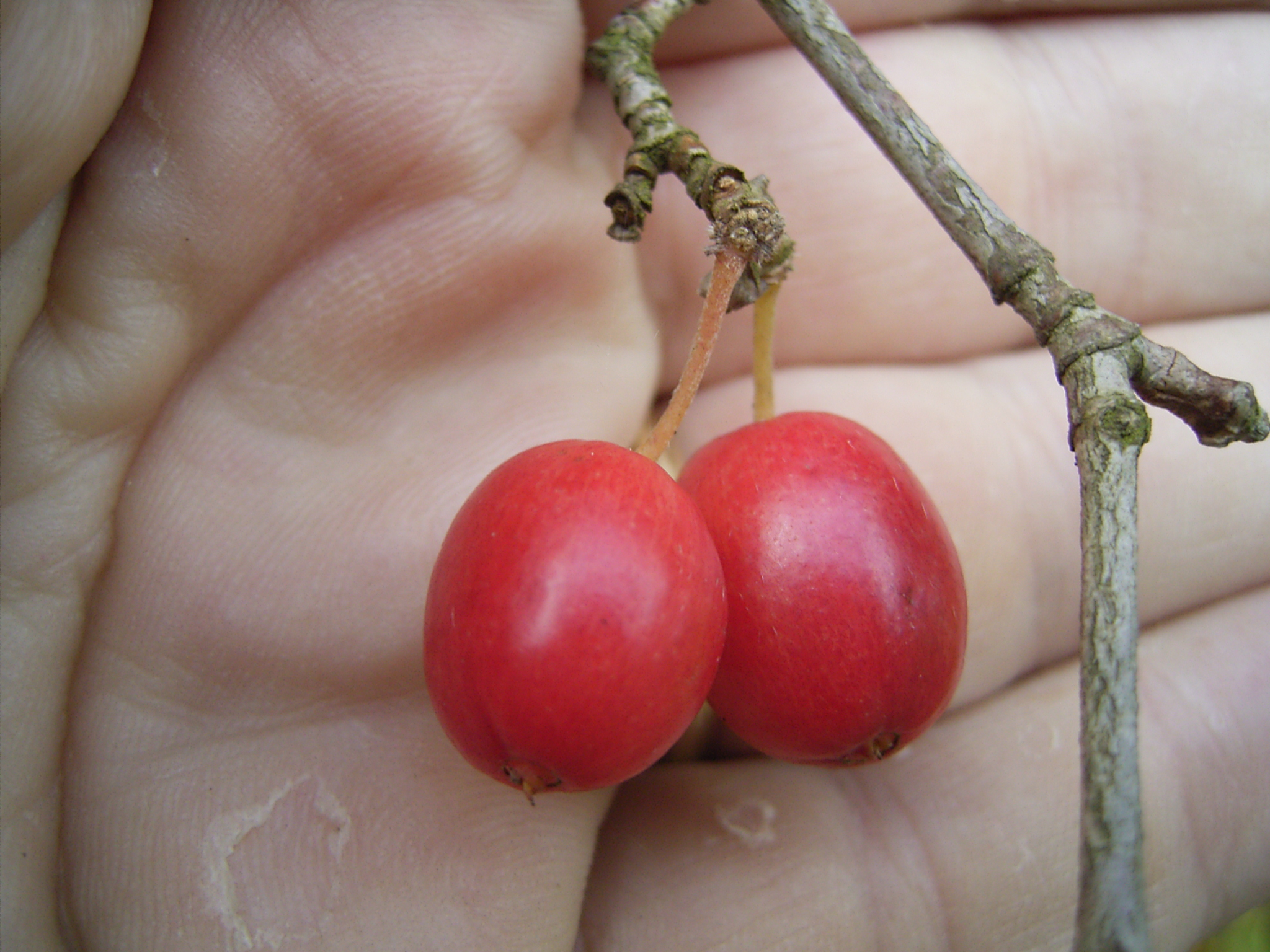
Плоди дерену на долоні
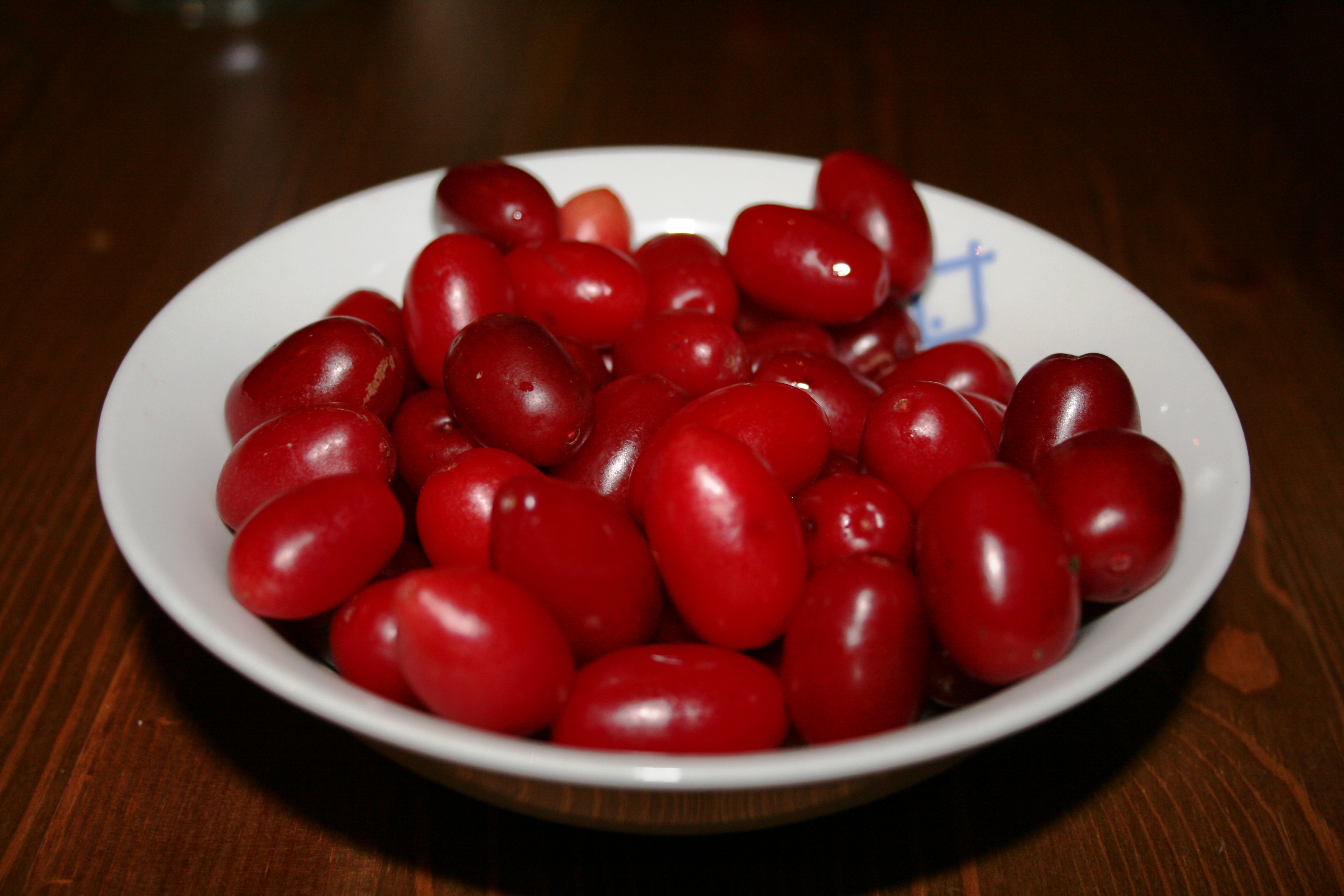
Зібрані плоди